# Universitat de Ljubljana
La Universitat de Ljubljana (en eslovè Univerza v Ljubljani) és la més antiga i la més important universitat d'Eslovènia amb aproximadament 63.000 estudiants. És situada a la capital del país, Ljubljana.
Disposa de 22 facultats, 3 acadèmies d'art i un col·legi universitari. Hi treballen uns 4.000 professors, entre personal docent i investigador, ajudats de 900 treballadors tècnics i administratius.
La Universitat va ser fundada el 1919 sobre la base de segles de tradició en educació. Durant molt de temps va ser l'única universitat eslovena, fins que en els anys 80 va obrir les portes la Universitat de Maribor; el 2003 ho va fer la tercera, la Universitat del Litoral, a Koper.
L'oficina central de la universitat i la majoria d'escoles se situen al centre de Ljubljana. Uns quants edificis més nous i moderns de la Universitat de Ljubljana s'han traslladat a la rodalia de la ciutat. La universitat és cèlebre pels seus programes d'estudi de qualitat. Més de la meitat dels programes d'estudi durant l'any acadèmic de 2007/2008 s'oferiren d'acord amb la Declaració de Bolonya.